# Hans Beck
Hans Beck (Greiz, 6 de maio de 1929 — Markdorf, 30 de janeiro de 2009) foi o inventor alemão do brinquedo Playmobil, sendo mais conhecido pelo epíteto de "Pai do Playmobil".

## Biografia
Seus pais se divorciaram quando Beck ainda era bem novo, e ambos os genitores casaram-se novamente, fazendo com que o garoto viesse a ter muitos irmãos mais novos. Assim, já aos dez anos de idade começou a elaborar pequenos brinquedos para divertir seus meio-irmãos.
Durante a Segunda Guerra Mundial, Beck começou a trabalhar como marceneiro, e dedicava-se nas horas vagas à produção de aeromodelos. Nos anos 1960 foi contratado pela Geobra Brandstätter como desenhista de novos brinquedos, primeiramente para atender a um projeto baseado na figura humana, que depois foi abandonado - embora, em privado, Beck continuasse a imaginar desenhos para o projeto.
Aposentou-se em 1999, vinte e cinco anos depois de haver lançado sua criação de sucesso. Durante a Expo 2000, em Hanôver, Beck foi homenageado com uma estátua, junto a outras cem personalidades alemãs.
Morreu em sua casa, após uma prolongada doença não divulgada. Embora sua morte tenha ocorrido no dia 30 de janeiro, uma sexta-feira, o comunicado da empresa Geobra somente foi divulgado a 2 de fevereiro de 2009.

## Invenção do Playmobil

Caricatura de Beck, como um dos seus brinquedos

O Playmobil foi idealizado por Beck em 1971, mas ganhou corpo durante a crise do petróleo de 1973. A escassez de matéria-prima do plástico impôs à indústria grandes restrições, especialmente à Geobra, que utilizava o material em larga escala.
Para sua concepção, Beck levou em consideração alguns parâmetros, como o tamanho - que deveria ter 7,5 cm, para caber na mão de uma criança - bem como desenhos infantis (que além de exagerarem no tamanho das cabeças, frequentemente omitiam os narizes das figuras).
Seus bonecos venderam mais de 2 bilhões e 200 milhões de unidades em cerca de setenta países, desde que começaram a ser vendidos, em 1974, até quando de sua morte.